# فیلیپ سیدنی

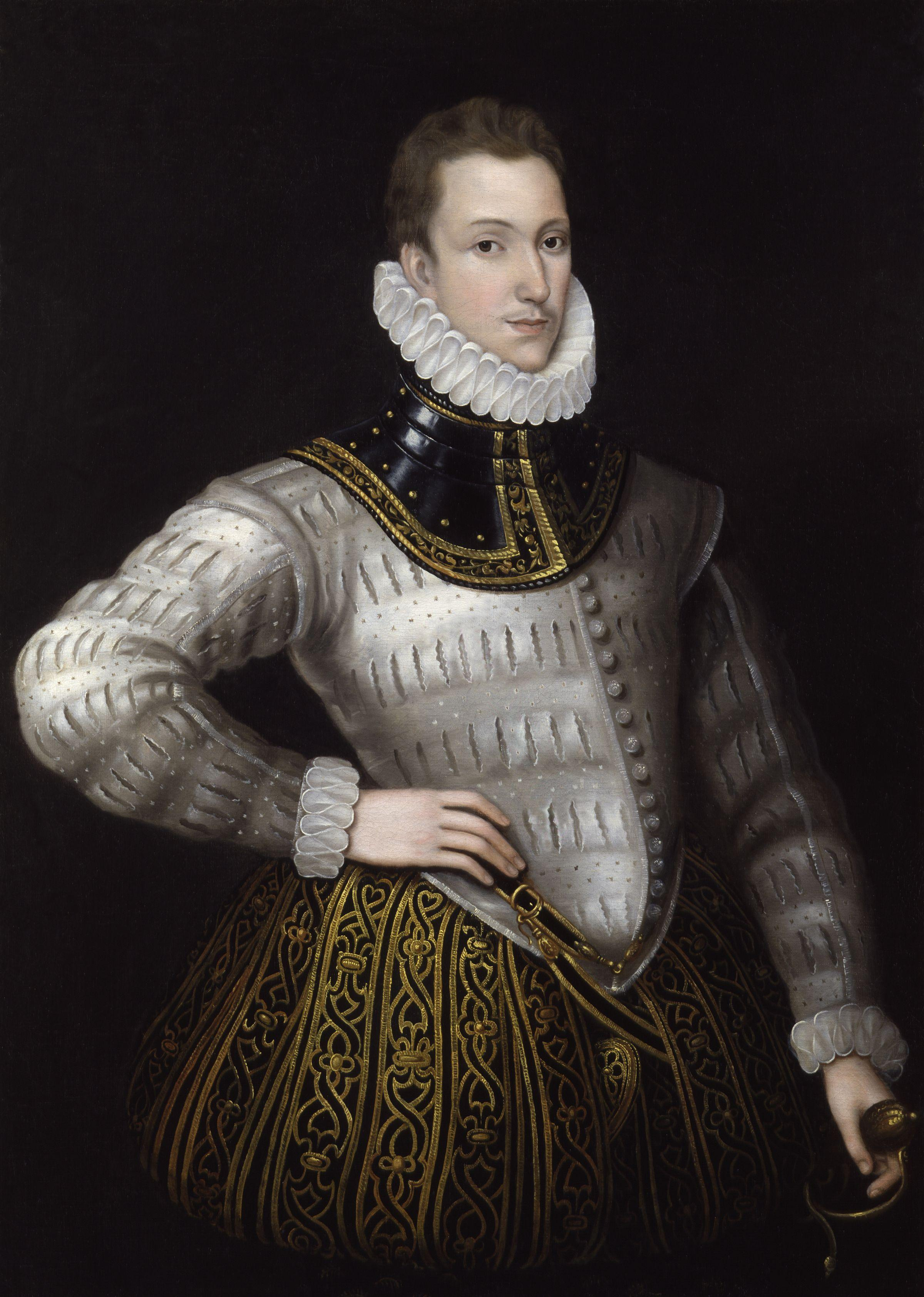
سر فیلیپ سیدنی

سر فیلیپ سیدنی (به انگلیسی: Sir Philip Sidney) (زاده ۳۰ نوامبر ۱۵۵۴ – درگذشته ۱۷ اکتبر ۱۵۸۶) شاعر، مقرب دربار ملکه الیزابت و سرباز انگلیسی و از چهره‌های برجسته عصر الیزابت بود. کتاب دفاعیه ای برای شعر و نظریه عدالت بوطیقائی از اوست. جزو منتقدان مکتب کلاسیسم بوده‌است.

سیدنی در دانشگاه آکسفورد تحصیل کرد و بعد از آن وارد عرصه سیاست شد. در گروه مذاکره برای ازدواج ملکه الیزابت با «دوک د آلن کون» به پاریس رفت. بعدها نیز چندین سال را در سفر به سراسر اروپا گذراند و با اندیشمندان سرشناس ملاقات کرد. در بازگشت به انگلستان با تعدادی از دولتمردان اختلاف پیدا کرد و بعد از آنکه در نامه‌ای به ملکه از سیاست خارجی و ازدواج با کی فرانسوی شدیداً انتقاد شدید کرد از سیاست بازنشسته شد و از دربار خارج شد.
او در جوانی درگذشت اما آثار مهمی از خود به جای گذاشت.